# マルガリータ・ニコラエワ
マルガリータ・ニコラエワ（Margarita Nikolaeva、1935年9月23日 – 1993年12月21日）はソビエト連邦の女性体操選手。1960年のローマオリンピックの体操競技に出場した。跳馬で19.316点を出し金メダルを獲得し、さらに団体競技でも金メダルを獲得した（合計スコア382.320点）。 